# Rykodisc
Rykodisc Records é um selo estado-unidense, de propriedade da Warner Music Group.

## História
Foi fundada por Don Rose, Rob Simonds, Douglas Lexa e Arthur Mann, em 1983, com sede em Salem, no Massachusetts. Com Don Rose sendo o presidente. Foi a primeira gravadora independente a ser criada que gravava somente CDs (Compact disc). O investimento inicial foi de US$ 1.000, e o primeiro CD gravado foi Comin' and Goin', do cantor de jazz Jim Pepper.
A gravadora adquiriu os direitos de 15 álbuns de Frank Zappa, em 1986, e vendeu mais de 500.000 cópias. No ano de 1987, a empresa já tinha arrecadado US$ 5.000.000, e produzia entre 25 a 30 CDs ao ano. Além de sua sede em Massachusetts, a empresa possuía um armazém em Minneapolis e contava com 25 funcionários. Ainda em 1987, conseguiu um acordo onde gravou o show ao vivo de Jimi Hendrix, Live at Winterland, que vendeu 200.000 cópias. Em 1988, adquiriu um acordo para gravar 16 álbuns de David Bowie. No final de 1988, passaram a gravar em formato LP (disco de vinil).
Na década de 1990, com a chegada da internet e o compartilhamento digital de músicas, a venda de CDs caiu e passou a ser insustentável continuar como gravadora independente. Em 1998, a gravadora foi vendida para Palm Pictures e a gravadora Island Life de Chris Blackwell, e foi transferida para Nova York, tendo George Howard como presidente. O financiamento foi feito através da Chase Capital Entertainment Partners. Em 2000, Blackwell refinanciou a compra e, em 2001, devido a alguns problemas, Blackwell  não conseguiu arcar com o financiamento e a Chase Capital assumiu a gravadora.

No ano de 2002, a Rykodisc retornou para Massachusetts, com 4 funcionários. Em 2005, a Evergreen Copyright Acquisitions comprou a Rykodisc por US$ 10.500.000. Em 2006, a empresa foi vendida para a Warner Music Group, pelo valor de US$ 67.500.000, e se tornou sua subsidiária, com sede em Nova York. No ano de 2007, a Rykodisc fundiu a Cordless Recordings em seu negócio.